# Kammermohr

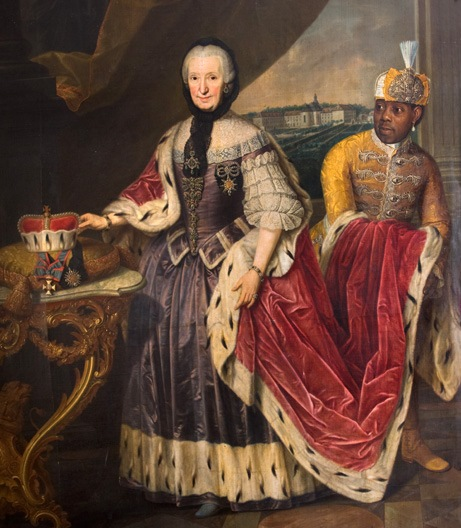
Die Fürstäbtissin Franziska Christine von Pfalz-Sulzbach mit ihrem Kammermohren Ignatius Fortuna, Gemälde von Johann Jakob Schmitz, Köln 1772

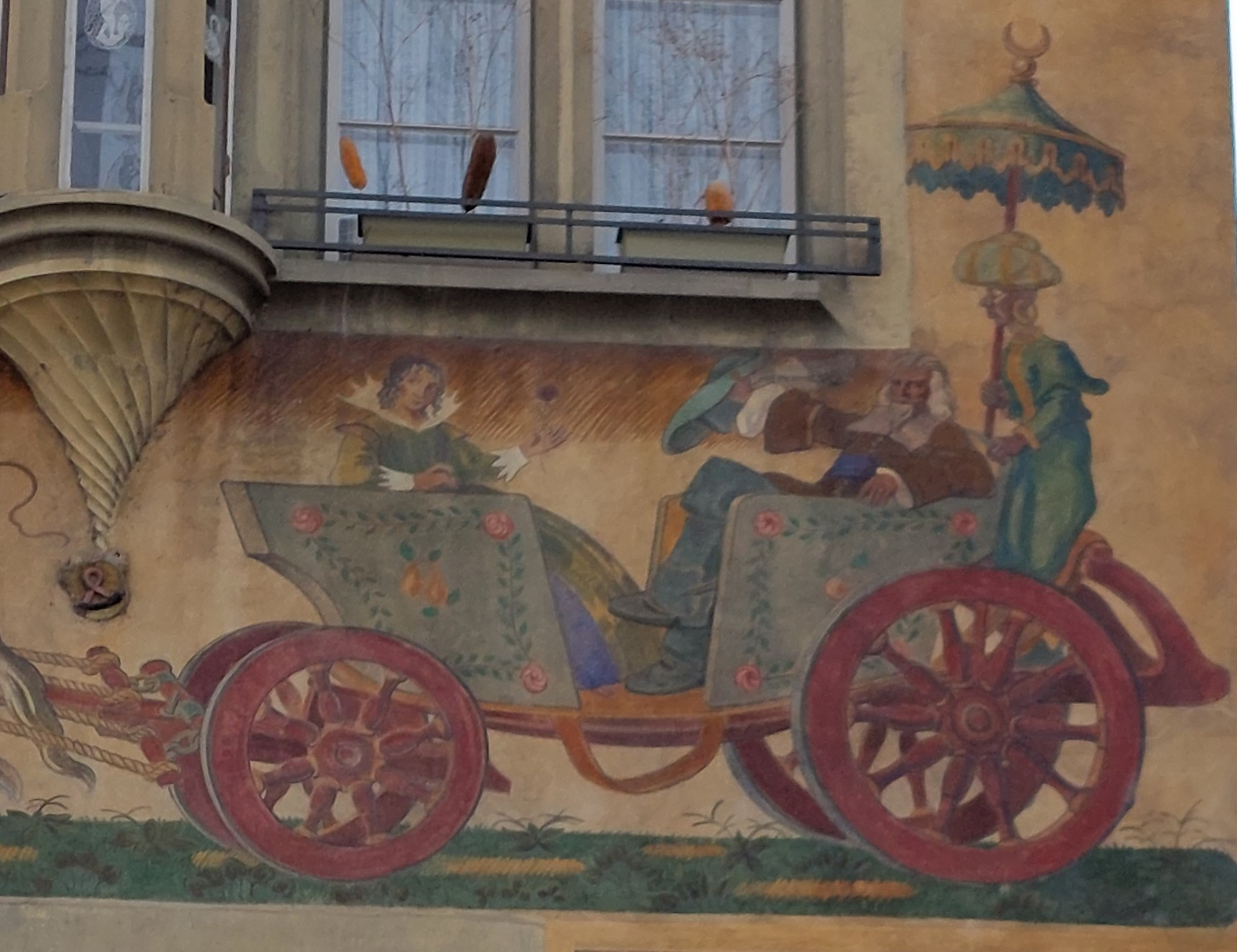
Historisierendes Fresko aus dem Jahr 1914, über den Besuch des in der Fremde geadelten Diplomaten Johann Rudolf Schmid von Schwarzenhorn in seiner Heimatstadt Stein am Rhein, im Jahr 1664 mit einem Vierspänner und mit einem namenlosen Kammermohr. Schmid war 60 Jahre zuvor selbst weißer Sklave im Osmanischen Reich

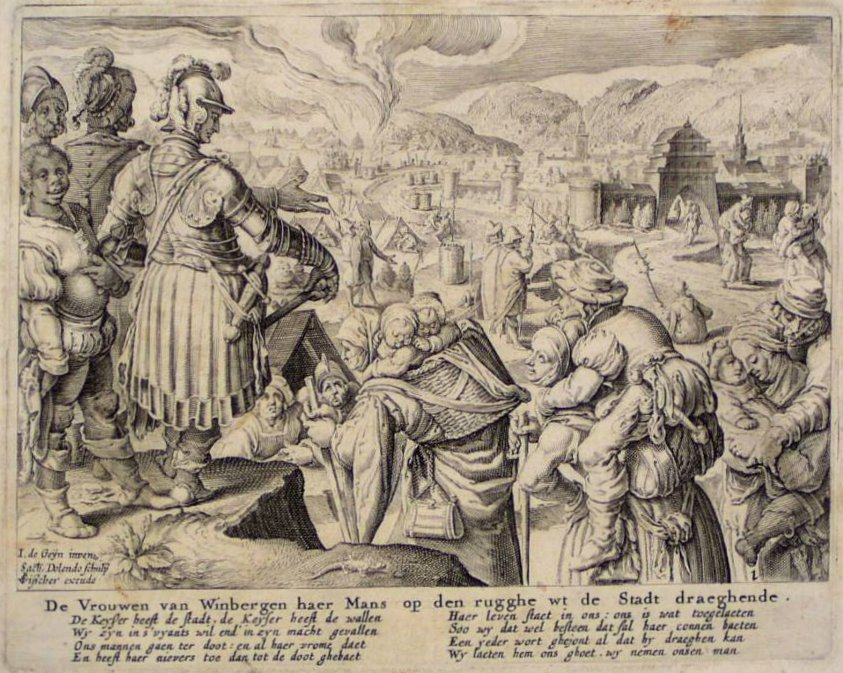
Frühe Darstellung eines Hof- oder Kammermohren (Bildrand links), spätes 16. Jahrhundert: historisierende Darstellung der Belagerung der Burg Weinsberg von 1140 und der Treuen Weiber

Als Kammermohr (oder Hofmohr) bezeichnete man im deutschen Sprachraum ab dem 18. Jahrhundert bei Hofe einen Hausdiener schwarzer Hautfarbe. Er zählte zur sogenannten Kammer, den persönlichen Bediensteten eines Herrschers.

## Geschichte
Menschen schwarzer Hautfarbe aus dem Orient, Afrika und Amerika wurden seit der Kolonialzeit oft als Sklaven nach Europa verschleppt, wo sie als Kammerdiener oder Page beliebt waren. Der Begriff ist als offizieller Terminus des Hofprotokolls erstmals 1747 im kursächsischen Codex Augusteus belegt. Für Sachsen ist bereits unter Kurfürst August ein „Mohr“ als Torwärter überliefert, der gemeinsam mit seiner „schwarzen Frau“ am Hof lebte.

## Funktion

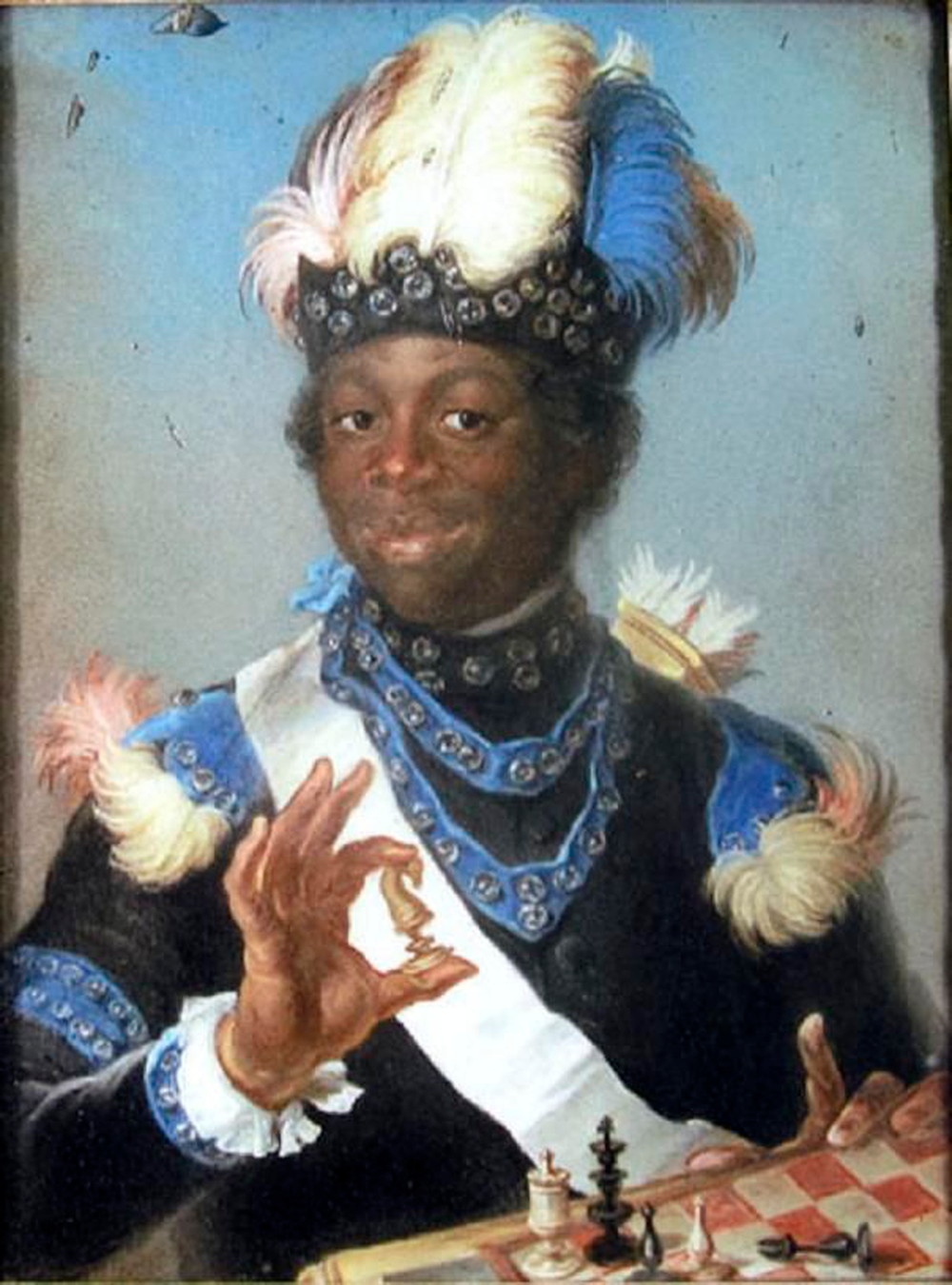
Adolf Ludvig Gustav Albert Couschi,
1775 von Gustaf Lundberg,
Schwedisches Nationalmuseum

Der prächtig ausstaffierte und livrierte Kammermohr diente Herrschern, kirchlichen Würdenträgern oder wohlhabenden Kaufleuten als exotisches Prestigeobjekt und Statussymbol. Er sollte den Reichtum und Luxus des eigenen Hauses zur Schau stellen und fungierte darüber hinaus in vielen Fällen als Gesellschafter oder Privatlehrer. Frauen aus diesen Schichten hielten sich Mohrenkinder und ließen sich auf Gemälden mit diesen abbilden. Sie dienten ihnen hierbei als Symbol für Sexualität und Fruchtbarkeit.
Vor allem versinnbildlichte der Kammerdiener aber die weltweiten Macht- und Fernhandelsbeziehungen seines Eigentümers. Die Schriftstellerin Sophie von La Roche berichtet von einem Kammermohren, den sie bei einem Besuch bei Friederike Juliane von Reventlow kennen lernte: Dieser berichtete, dass der Vater seiner Herrin Heinrich Carl von Schimmelmann ihn von seinen Plantagen in Dänisch-Westindien nach Kopenhagen habe bringen lassen, wo er Lesen, Schreiben und Chirurgie lernen sollte. Mit diesen Kenntnissen sollte er sich anschließend auf den Plantagen nützlich machen, doch da ihn die „Chirurgie nicht freute“, schenkte Schimmelmann ihn seiner Tochter.
Offiziell kannte das Heilige Römische Reich den Rechtsstatus des Sklaven nicht, weshalb der Historiker Michael Zeuske die Kammermohren als „Sklaven ohne Sklaverei“ bezeichnet.

## Beispiele
Neben der optischen Ausstattung legte ein Teil der Herrscher beim Hauspersonal großen Wert auf höhere Bildung. So hatte beispielsweise Anton Wilhelm Amo Latein gelernt und Philosophie studiert. Angelo Soliman war so gut ausgebildet, dass er nicht nur als Gesellschafter fungierte, sondern vom kaiserlichen Feldmarschall Joseph Wenzel (Liechtenstein) auch als Privatlehrer des Prinzen Alois I. (Liechtenstein) eingesetzt wurde. Abraham Petrowitsch Hannibal war dagegen nicht nur Page am Hofe des Zaren Peter der Große, sondern auch sein Patenkind und brachte es selbst bis zum Generalmajor.
Bekannte Kammermohren waren unter anderem:
| Name                         | Lebensdaten         | Dienstherr bzw. Dienstherrin                                                            |
| ---------------------------- | ------------------- | --------------------------------------------------------------------------------------- |
| Abraham Petrowitsch Hannibal | ca. 1696–1781       | Peter der Große                                                                         |
| Anton Wilhelm Amo            | ca. 1703 – ca. 1760 | Anton Ulrich (Braunschweig-Wolfenbüttel) und August Wilhelm (Braunschweig-Wolfenbüttel) |
| Angelo Soliman               | 1721–1796           | Joseph Wenzel (Liechtenstein)                                                           |
| Ignatius Fortuna             | um 1730–1781        | Franziska Christine von Pfalz-Sulzbach und Maria Kunigunde von Sachsen                  |
| Gustav Badin                 | ca. 1750–1820       | Luise Ulrike von Preußen und Sophie Albertine von Schweden                              |
| Franz Wilhelm Yonga          | ca. 1751–1798       | Franz Christian von Borries                                                             |
| Rudolph Rustimo              | ca. 1861–1892       | Marie Valerie von Österreich                                                            |

## In Kunst und Kultur

### Malerei
Neben den typischen künstlerischen Darstellungen von Kammermohren in ihrer Rolle als Diener, wie in den Darstellungen von Johann Jakob Schmitz, Giovanni Maria delle Piane und Stefano Torelli, gibt es auch eine Reihe von Gemälde, die weniger hierarchisch aufgebaut sind.
Gerade bei einigen Bildern mit Damen ist der Kammermohr in unmittelbarer Nähe zu seiner Herrin zu sehen, wie beispielsweise auf den Gemälden von François de Troy und Pierre Mignard.
Im Jahr 1775 malte der schwedische Künstler Gustaf Lundberg ein Porträt des ehemaligen Sklaven Adolf Ludvig Gustav Albert Couschi, genannt Badin, auf dem er seine prächtigen, aus Indien stammenden Gewänder trägt.

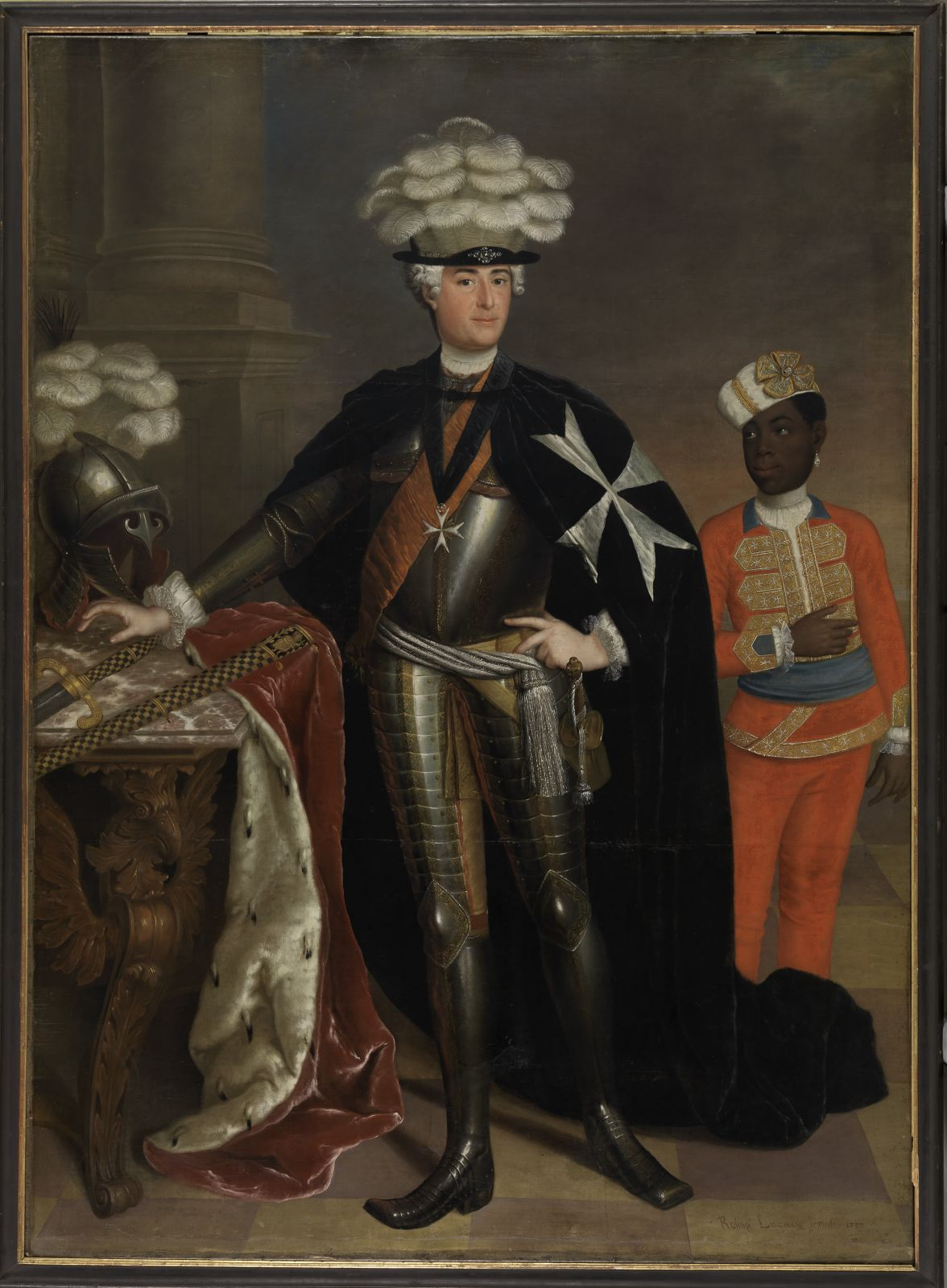
Karl Friedrich Albrecht von Brandenburg-Schwedt, 1737, Anna Rosina de Gasc
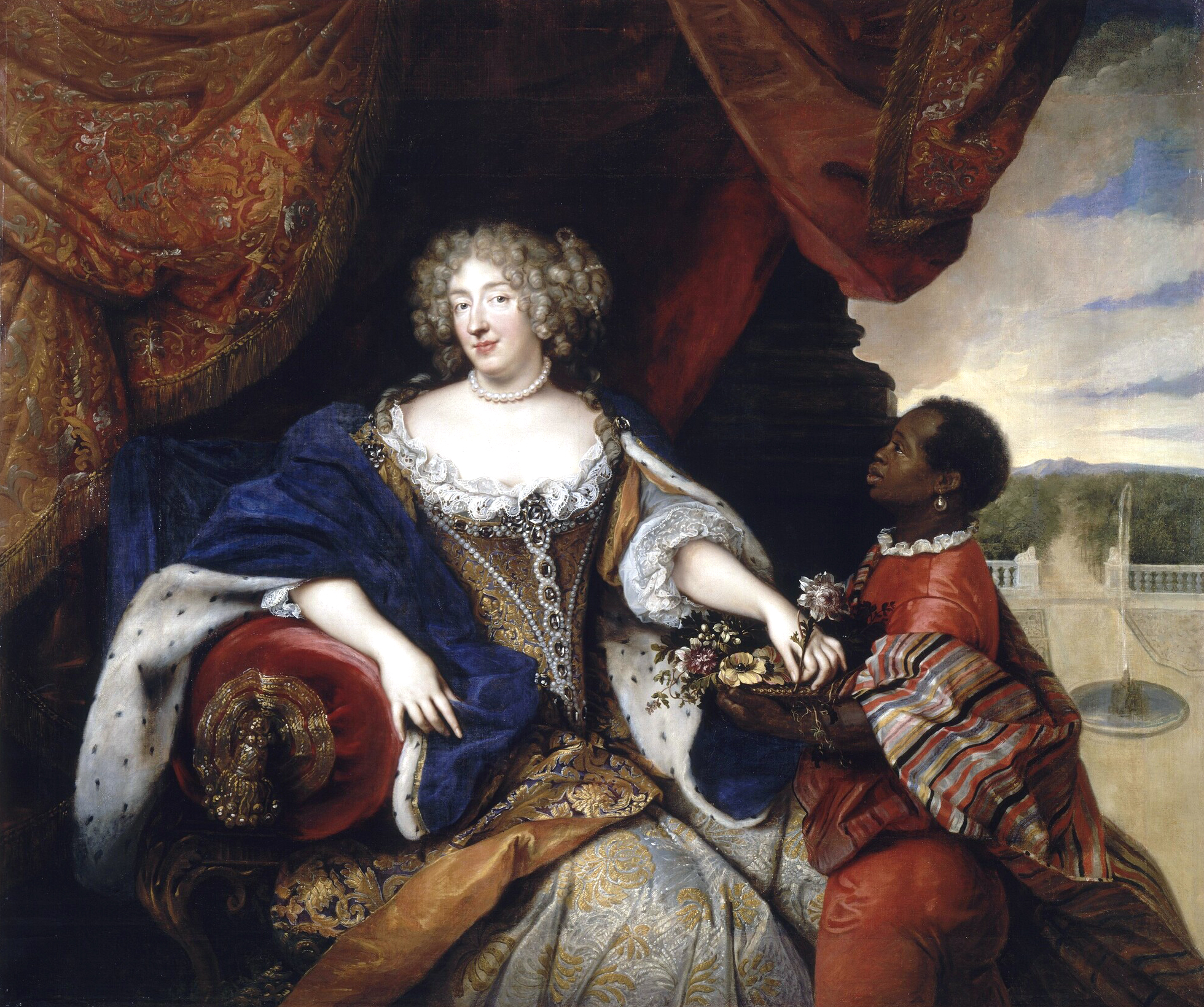
Liselotte von der Pfalz, von François de Troy
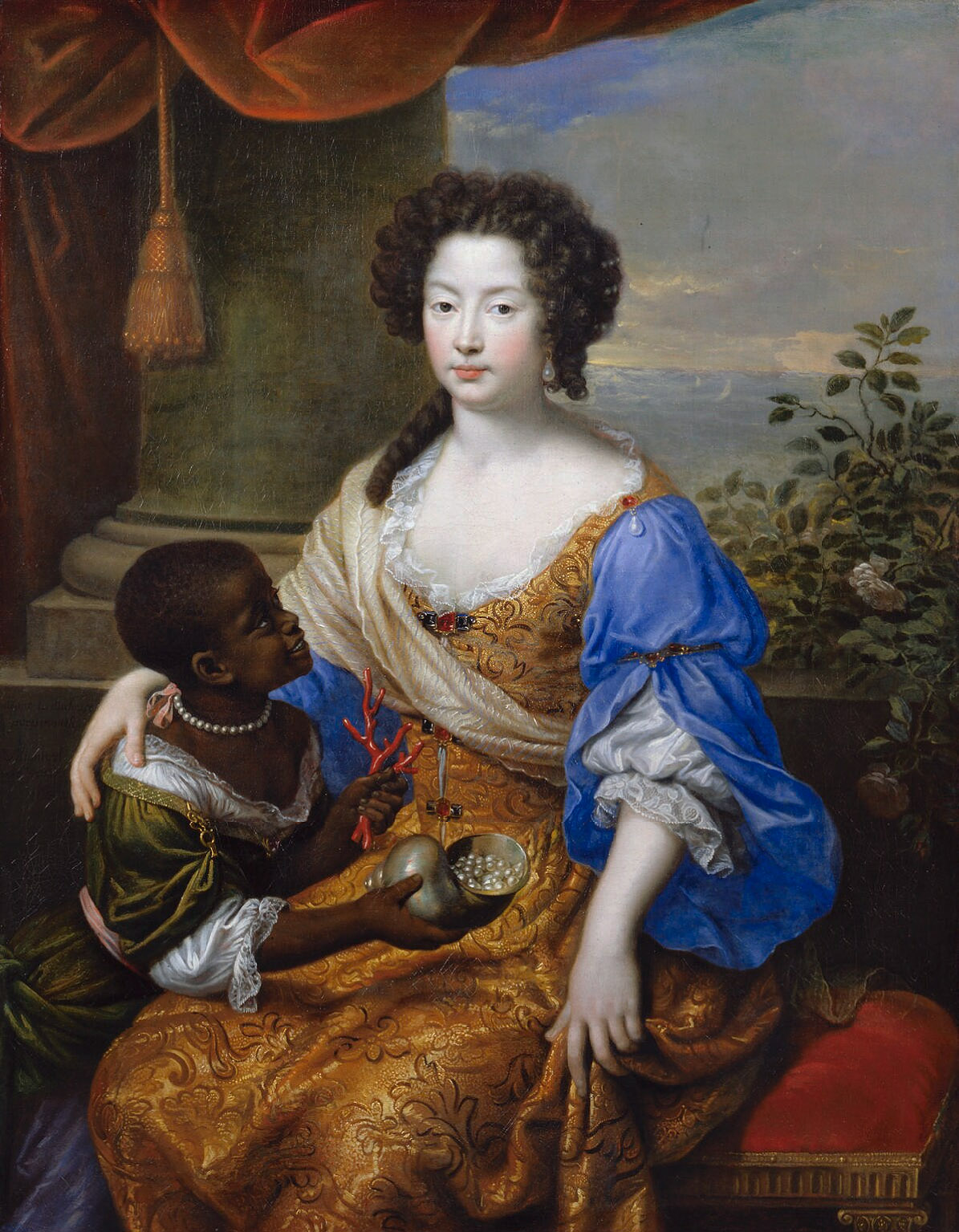
Louise de Kérouaille, 1682 von Pierre Mignard
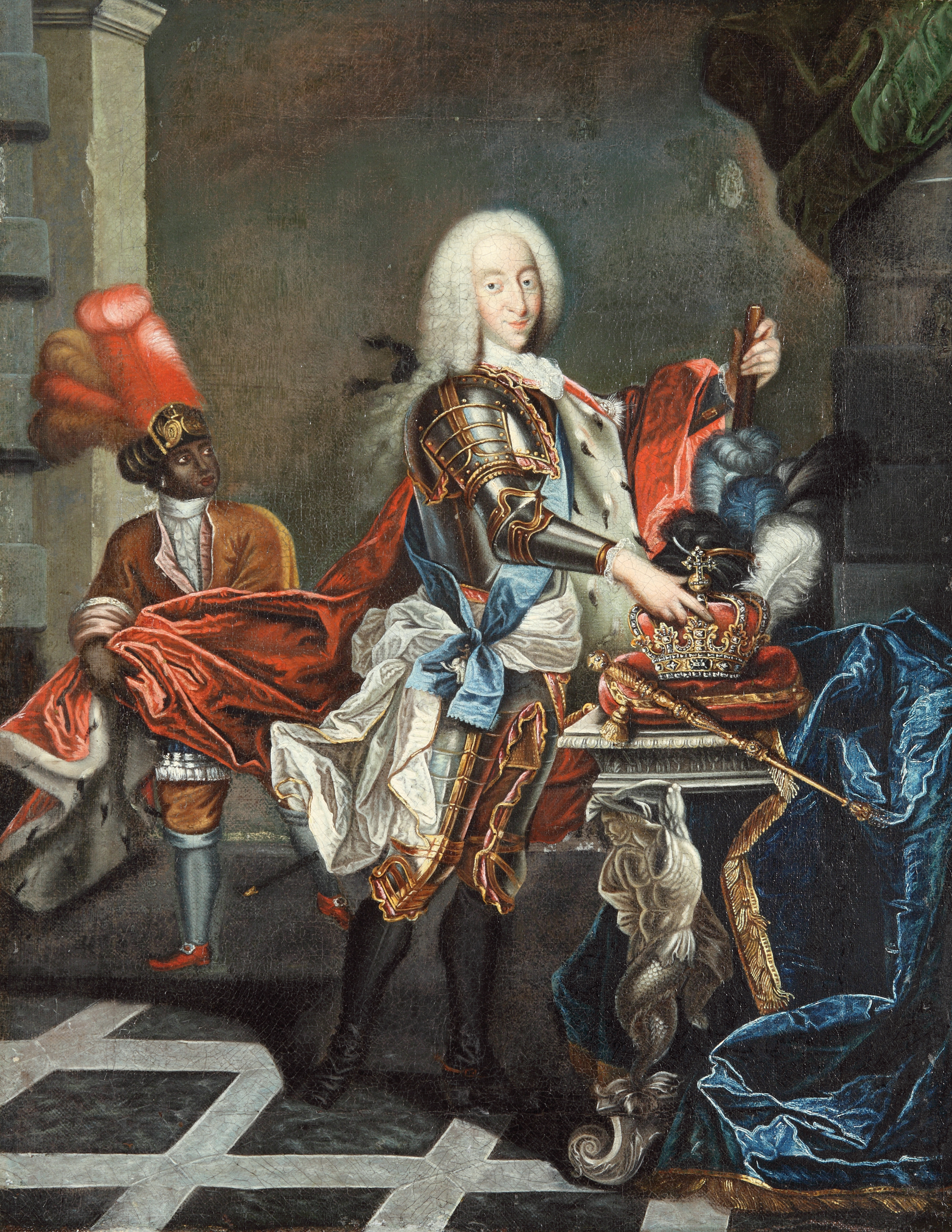
Christian VI. König von Dänemark und Norwegen
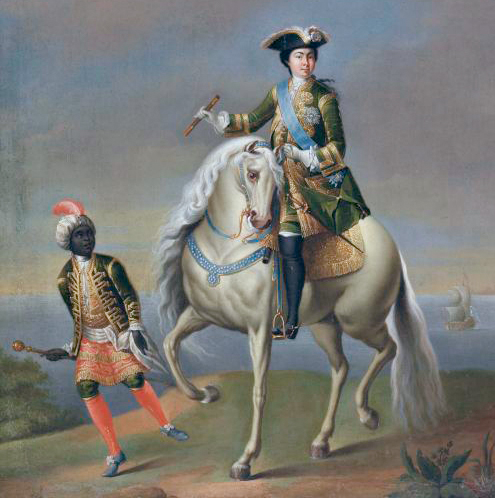
Katharina I., 2. Frau von Peter dem Großen von Georg Christoph Grooth
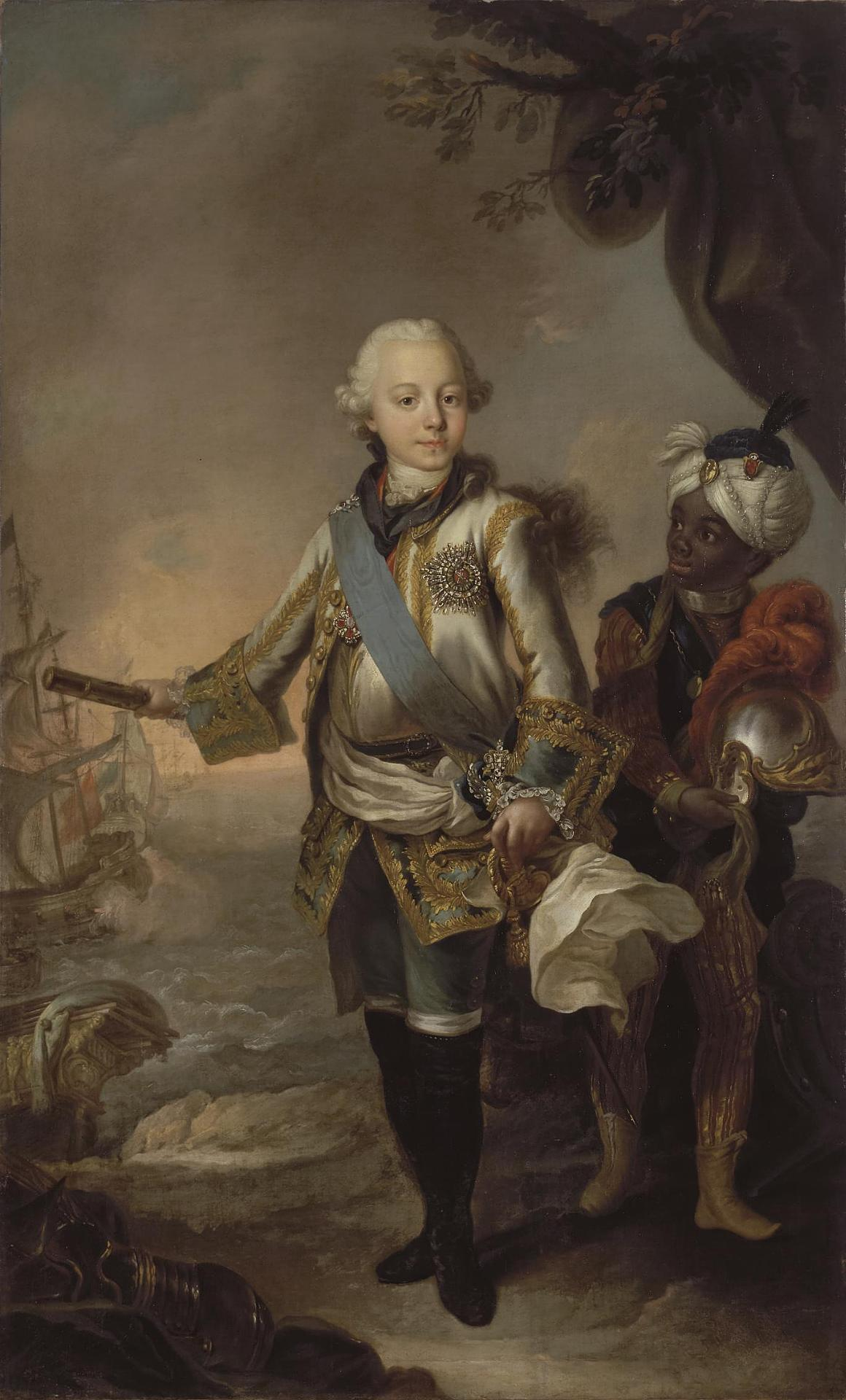
Paul I., Kaiser von Russland, von Stefano Torelli
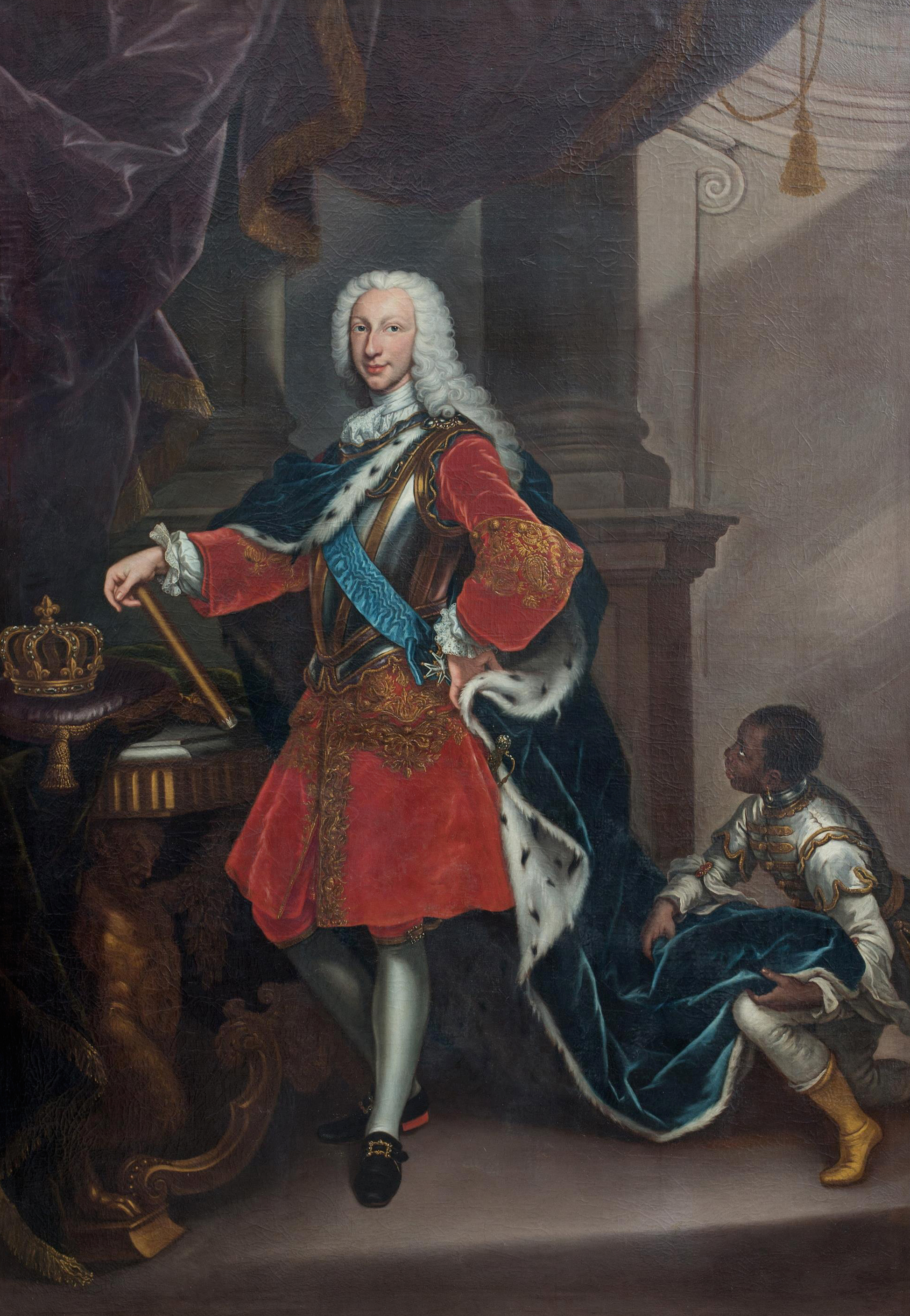
Karl III., König von Spanien, von Giovanni Maria delle Piane
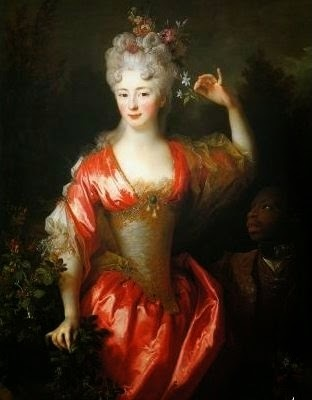
Madame de Rupelmonde, 1707, von Nicolas Largillière

### Literatur

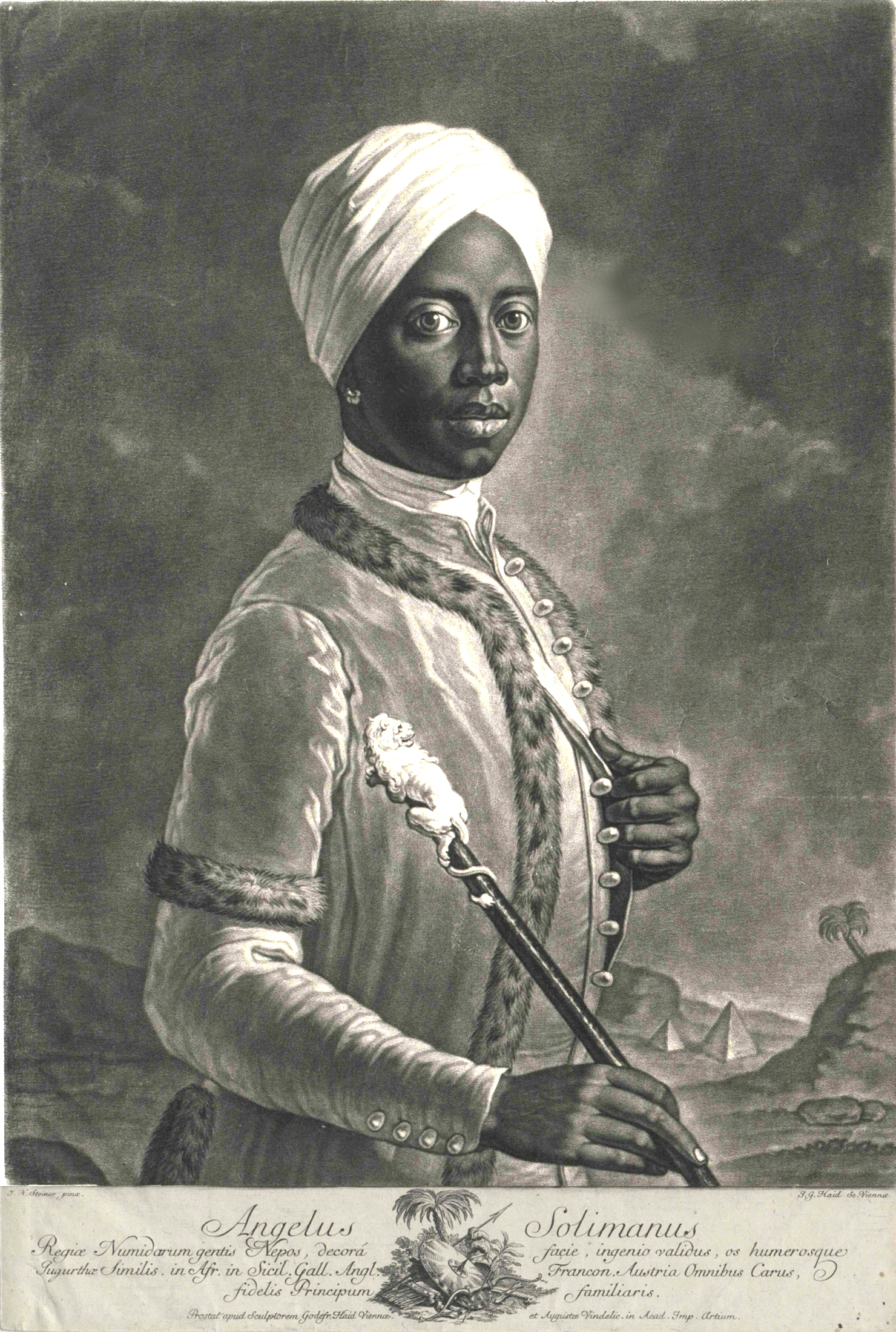
Angelo Soliman, ca. 1750 gilt als Vorbild für den Mohr Monostatos in Mozarts Zauberflöte

### Theater
Da schwarze Hausdiener oft an Herrscherhäusern zu finden waren, bauten auch Dramaturgen erstmals schwarze Rollen in Theaterstücke und Opern mit ein. Die Rollen wurde dabei in der Regel von geschminkten, hellhäutigen Darstellern übernommen und waren aus heutiger Sicht in vielen Fällen stereotypisch oder rassistisch geprägt.
Zwei besonders berühmte Beispiele sind:
- Monostatos in Die Zauberflöte, Wolfgang Amadeus Mozart, 1791
- Otello, von Giuseppe Verdi, 1887 nach dem Drama Othello, der Mohr von Venedig von Shakespeare

## Film
- Markus Schleinzer, Alexander Brom: Angelo. 2018.